# Казахстан на летних Олимпийских играх 2020
Казахстан на летних Олимпийских играх 2020 года, проходящих в Токио с 23 июля по 8 августа 2021 года, представлен 93 спортсменами в 19 видах спорта. На церемонии открытия Игр знаменосцами сборной Казахстана были боксёр Камшыбек Кункабаев и легкоатлетка Ольга Рыпакова.
Призовые медалистам Олимпиады были установлены в размере: золотым медалистам — 250 000 долларов США; серебряным медалистам — 150 000 долларов США; бронзовым медалистам — 75 000 долларов США. По итогам игр Казахстан завоевал 8 бронзовых медалей. Впервые за историю участий Казахстана на летних Олимпийских играх делегация не заработала ни одной золотой и ни одной серебряной медали.

## Медали
| Бронза |                    |                                      |           |
| №      | Спортсмены         | Вид спорта (дисциплина)              | Дата      |
| 1      | Елдос Сметов       | Дзюдо (до 60 кг, мужчины)            | 24 июля   |
| 2      | Игорь Сон          | Тяжёлая атлетика (до 61 кг, мужчины) | 25 июля   |
| 3      | Зульфия Чиншанло   | Тяжёлая атлетика (до 55 кг, женщины) | 26 июля   |
| 4      | Камшыбек Кункабаев | Бокс (до 91 кг, мужчины)             | 4 августа |
| 5      | Сакен Бибосынов    | Бокс (до 52 кг, мужчины)             | 5 августа |
| 6      | Нурислам Санаев    | Вольная борьба (до 61 кг, мужчины)   | 5 августа |
| 7      | Дархан Асадилов    | Карате (до 67 кг, мужчины)           | 5 августа |
| 8      | Софья Берульцева   | Карате (свыше 61 кг, женщины)        | 7 августа |

| Медали по видам спорта | Медали по видам спорта | Медали по видам спорта | Медали по видам спорта | Медали по видам спорта |
| ---------------------- | ---------------------- | ---------------------- | ---------------------- | ---------------------- |
| Вид спорта             | 1                      | 2                      | 3                      | Итого                  |
| Тяжёлая атлетика       | 0                      | 0                      | 2                      | 2                      |
| Бокс                   | 0                      | 0                      | 2                      | 2                      |
| Карате                 | 0                      | 0                      | 2                      | 2                      |
| Дзюдо                  | 0                      | 0                      | 1                      | 1                      |
| Борьба                 | 0                      | 0                      | 1                      | 1                      |
| Всего                  | 0                      | 0                      | 8                      | 8                      |

## Состав сборной
Академическая гребля
1. Владислав Яковлев

 Бокс
1. Абильхан Аманкул
2. Сакен Бибосынов
3. Аблайхан Жусупов
4. Камшыбек Конкабаев
5. Василий Левит
6. Бекзат Нурдаулетов
7. Закир Сафиуллин
8. Серик Темиржанов
9. Надежда Рябец

 Борьба
Вольная борьба
1. Юсуп Батырмурзаев
2. Алишер Ергали
3. Данияр Кайсанов
4. Даулет Ниязбеков
5. Нурислам Санаев
6. Татьяна Аманжол
7. Валентина Исламова
8. Эльмира Сыздыкова

Греко-римская борьба
1. Мейрамбек Айнагулов
2. Демеу Жадраев
3. Нурсултан Турсынов

 Велоспорт
Шоссе
1. Дмитрий Груздев
2. Алексей Луценко
3. Вадим Пронский

Трековые гонки
1. Артём Захаров
2. Сергей Пономарёв

 Водное поло
1. Данил Артюх
2. Алтай Альтаев
3. Мирас Аубакиров
4. Срджан Вуксанович
5. Павел Липилин
6. Душан Маркович
7. Мадихан Махметов
8. Евгений Медведев
9. Михаил Рудай
10. Рустам Укуманов
11. Мурат Шакенов
12. Станислав Шведов
13. Алексей Шмидер

Гребля на байдарках и каноэ
 Гребля на гладкой воде
1. Сергей Емельянов
2. Тимофей Емельянов
3. Наталья Сергеева
4. Маргарита Торлопова
5. Светлана Усова

 Гребной слалом
1. Александр Куликов
2. Екатерина Смирнова

 Дзюдо
1. Ислам Бозбаев
2. Ерлан Серикжанов
3. Жансай Смагулов
4. Елдос Сметов
5. Дидар Хамза
6. Отгонцэцэг Галбадрах

 Карате
1. Нурканат Ажиканов
2. Дархан Асадилов
3. Данияр Юлдашев
4. Молдир Жанбырбай
5. Софья Берульцева

 Лёгкая атлетика
1. Михаил Литвин
2. Георгий Шейко
3. Надежда Дубовицкая
4. Жанна Мамажанова
5. Кристина Овчинникова
6. Мария Овчинникова
7. Айман Ратова
8. Ольга Рыпакова
9. Ольга Сафронова
10. Ирина Эктова

 Настольный теннис
1. Кирилл Герасименко
2. Анастасия Лаврова

 Плавание
1. Дмитрий Баландин
2. Диана Назарова

 Синхронное плавание
1. Александра Немич
2. Екатерина Немич

 Современное пятиборье
1. Павел Ильяшенко
2. Елена Потапенко

 Спортивная гимнастика
1. Милад Карими

 Спортивное скалолазание
1. Ришат Хайбуллин

 Стрельба
1. Юрий Юрков
2. Зоя Кравченко
3. Асем Орынбай

 Стрельба из лука
1. Ильфат Абдуллин
2. Денис Ганькин
3. Санжар Мусаев

 Теннис
1. Александр Бублик
2. Андрей Голубев
3. Михаил Кукушкин
4. Зарина Дияс
5. Юлия Путинцева
6. Елена Рыбакина
7. Ярослава Шведова

 Тхэквондо
1. Руслан Жапаров
2. Жансель Дениз

 Тяжёлая атлетика
1. Игорь Сон
2. Зульфия Чиншанло

 Художественная гимнастика
1. Алина Адильханова

 Фехтование
1. Руслан Курбанов

## Результаты соревнований

### Академическая гребля
| Спортсмен         | Дисциплина        | Квалификация | Квалификация | Утешительные | Утешительные | Четвертьфиналы | Четвертьфиналы | Полуфиналы | Полуфиналы | Финал   | Финал |
| Спортсмен         | Дисциплина        | Время        | Место        | Время        | Место        | Время          | Место          | Время      | Место      | Время   | Место |
| ----------------- | ----------------- | ------------ | ------------ | ------------ | ------------ | -------------- | -------------- | ---------- | ---------- | ------- | ----- |
| Владислав Яковлев | Мужчины, одиночки | 7:10.08      | 3 QF         | н/д          | н/д          | 7:30.47        | 6 SC/D         | 7:03.53    | 5 FD       | 7:03.37 | 19    |

### Бокс
| Спортсмен          | Дисциплина           | 1/16 финала                   | 1/8 финала                      | Четвертьфинал                | Полуфинал                     | Финал              | Финал     |
| Спортсмен          | Дисциплина           | Соперник Результат            | Соперник Результат              | Соперник Результат           | Соперник Результат            | Соперник Результат | Место     |
| ------------------ | -------------------- | ----------------------------- | ------------------------------- | ---------------------------- | ----------------------------- | ------------------ | --------- |
| Сакен Бибосынов    | Мужчины, до 52 кг    | Янкель Ривера Пуэрто-Рико 4-1 | Билал Беннама Франция 5-0       | Габриэль Эскобар Испания 3-2 | Галал Яфай Великобритания 2-3 | Не прошёл          | 3         |
| Серик Темиржанов   | Мужчины, до 57 кг    | Роланд Галош Венгрия 5-0      | Дюк Рэган США 0-5               | Не прошёл                    | Не прошёл                     | Не прошёл          | Не прошёл |
| Закир Сафиуллин    | Мужчины, до 63 кг    | Леодан Песо Перу 5-0          | Дайсукэ Наримацу Япония WO      | Гарри Гарсайд Австралия 2-3  | Не прошёл                     | Не прошёл          | Не прошёл |
| Аблайхан Жусупов   | Мужчины, до 69 кг    | Bye                           | Деланте Джонсон США 1-4         | Не прошёл                    | Не прошёл                     | Не прошёл          | Не прошёл |
| Абильхан Аманкул   | Мужчины, до 75 кг    | Bye                           | Фанат Кахрамонов Узбекистан 5-0 | Эберт Консейсан Бразилия 2-3 | Не прошёл                     | Не прошёл          | Не прошёл |
| Бекзат Нурдаулетов | Мужчины, до 81 кг    | Bye                           | Имам Хатаев ОКР 1-4             | Не прошёл                    | Не прошёл                     | Не прошёл          | Не прошёл |
| Василий Левит      | Мужчины, до 91 кг    | Bye                           | Эммануэль Рейес Испания L KO    | Не прошёл                    | Не прошёл                     | Не прошёл          | Не прошёл |
| Камшыбек Кункабаев | Мужчины, свыше 91 кг | Bye                           | Юсри Хафез Египет 5-0           | Иван Верясов ОКР 4-1         | Ричард Торрес США RSC         | Не прошёл          | 3         |
| Надежда Рябец      | Женщины, до 75 кг    | н/д                           | Таммара Тибо Канада 1-4         | Не прошла                    | Не прошла                     | Не прошла          | Не прошла |

### Борьба
| Спортсмен                     | Дисциплина              | 1/8 финала                                 | Четвертьфинал                   | Полуфинал                      | Утешительный                | Финал / Матч за бронзу                   | Финал / Матч за бронзу  |                         |                         |
| Спортсмен                     | Дисциплина              | Соперник Результат                         | Соперник Результат              | Соперник Результат             | Соперник Результат          | Соперник Результат                       | Место                   |                         |                         |
| Мужчины, вольная борьба       | Мужчины, вольная борьба | Мужчины, вольная борьба                    | Мужчины, вольная борьба         | Мужчины, вольная борьба        | Мужчины, вольная борьба     | Мужчины, вольная борьба                  | Мужчины, вольная борьба | Мужчины, вольная борьба | Мужчины, вольная борьба |
| ----------------------------- | ----------------------- | ------------------------------------------ | ------------------------------- | ------------------------------ | --------------------------- | ---------------------------------------- | ----------------------- | ----------------------- | ----------------------- |
| Нурислам Санаев               | до 57 кг                | Диамантину Иуна Фафе Гвинея-Бисау W 7−0 PO | Юки Такахаси Япония W 4−4 PP    | Рави Кумар Дахия Индия L 7−9 F | Bye                         | Георгий Вангелов Болгария W 5−1 PP       | 3                       |                         |                         |
| Даулет Ниязбеков              | до 65 кг                | Алехандро Вальдес Куба W 21-11             | Гаджи Алиев Азербайджан L 1-9   | Не прошёл                      | Адама Диатта Сенегал W 10-0 | Баджранг Пуния Индия L 0-8               | 5                       |                         |                         |
| Данияр Кайсанов               | до 74 кг                | Кэисукэ Отогуро Япония W 2−2 VT            | Амр Реда Хуссен Египет W 8−5 PP | Заурбек Сидаков ОКР L 0-11 ST  | Bye                         | Бекзод Абдурахмонов Узбекистан L 2-13 ST | 5                       |                         |                         |
| Алишер Ергали                 | до 97 кг                | Мохаммед Фардж Алжир W WO                  | Сулейман Карадениз Турция L 7-8 | Не прошёл                      | Не прошёл                   | Не прошёл                                | 16                      |                         |                         |
| Юсуп Батырмурзаев             | до 125 кг               | Геннадий Чудинович Германия L 2−10 F       | Не прошёл                       | Не прошёл                      | Не прошёл                   | Не прошёл                                | 16                      |                         |                         |
| Мужчины, греко-римская борьба |                         |                                            |                                 |                                |                             |                                          |                         |                         |                         |
| Мейрамбек Айнагулов           | до 60 кг                | Жоламан Шаршенбеков Кыргызстан L 0-4 ST    | Не прошёл                       | Не прошёл                      | Не прошёл                   | Не прошёл                                | 16                      |                         |                         |
| Демеу Жадраев                 | до 77 кг                | Сёхэи Ябику Япония L 1-3 PP                | Не прошёл                       | Не прошёл                      | Не прошёл                   | Не прошёл                                | 10                      |                         |                         |
| Нурсултан Турсынов            | до 87 кг                | Денис Кудла Германия L 1-4 PP              | Не прошёл                       | Не прошёл                      | Не прошёл                   | Не прошёл                                | 13                      |                         |                         |
| Женщины, вольная борьба       |                         |                                            |                                 |                                |                             |                                          |                         |                         |                         |
| Валентина Исламова            | до 50 кг                | Люсия Йепез Эквадор L 6-9                  | Не прошла                       | Не прошла                      | Не прошла                   | Не прошла                                | 16                      |                         |                         |
| Татьяна Аманжол               | до 53 кг                | Роксана Засина Польша L 2-3 PP             | Не прошла                       | Не прошла                      | Не прошла                   | Не прошла                                | 13                      |                         |                         |
| Эльмира Сыздыкова             | до 76 кг                | Айпери Медет кызы Кыргызстан L 1-3 PP      | Не прошла                       | Не прошла                      | Не прошла                   | Не прошла                                | 13                      |                         |                         |

### Велоспорт

#### Шоссе
Соревнования в шоссейных велогонках на Играх 2020 года прошли с 25 по 29 июля. Старт соревнований был в парке Мусасиномори. Большая часть дистанции будет располагаться за пределами Токио, в том числе и на трассе формулы-1 Фудзи Спидвей. Дистанция шоссейной гонки у мужчин составила 234 км.
Основным критерием отбора стран для участия в Олимпийских играх стал мировой рейтинг UCI, сформированный по результатам квалификационных соревнований в период с 22 октября 2018 года по 22 октября 2019 года. Также небольшая часть квот была распределена по результатам континентальных первенств и чемпионата мира 2019 года.
Сборная Казахстана завоевала олимпийскую лицензию, благодаря удачному выступлению на чемпионате Азии, который прошёл с 27 по 28 апреля 2019 года в Ташкенте. В мужской части победителем соревнований стал Евгений Гидич.
Мужчины
| Спортсмен       | Дисциплина                                         | Время          | Место          |
| --------------- | -------------------------------------------------- | -------------- | -------------- |
| Дмитрий Груздев | Мужчины, групповая шоссейная гонка                 | Не финишировал | Не финишировал |
| Алексей Луценко | Мужчины, групповая шоссейная гонка                 | 6:11:46        | 21             |
| Алексей Луценко | Мужчины, индивидуальная гонка с раздельным стартом | 1:02:21        | 32             |
| Вадим Пронский  | Мужчины, групповая шоссейная гонка                 | Не финишировал | Не финишировал |

#### Трековые гонки
Спринт
| Спортсмен        | Дисциплина      | Квалификация          | Квалификация | Раунд 1                        | Утешительный заезд 1           | Раунд 2                        | Утешительный заезд 2           | Четвертьфинал                  | Полуфинал                      | Финал                          |
| Спортсмен        | Дисциплина      | Время Скорость (км/ч) | Место        | Соперник Время Скорость (км/ч) | Соперник Время Скорость (км/ч) | Соперник Время Скорость (км/ч) | Соперник Время Скорость (км/ч) | Соперник Время Скорость (км/ч) | Соперник Время Скорость (км/ч) | Соперник Время Скорость (км/ч) |
| ---------------- | --------------- | --------------------- | ------------ | ------------------------------ | ------------------------------ | ------------------------------ | ------------------------------ | ------------------------------ | ------------------------------ | ------------------------------ |
| Сергей Пономарёв | Мужчины, спринт | 9.932                 | 29           | Не прошёл                      | Не прошёл                      | Не прошёл                      | Не прошёл                      | Не прошёл                      | Не прошёл                      | Не прошёл                      |

Кейрин
| Спортсмен        | Дисциплина      | 1 раунд | Утешительный заезд | 2 раунд   | 3 раунд   | Финал     |
| Спортсмен        | Дисциплина      | Место   | Место              | Место     | Место     | Место     |
| ---------------- | --------------- | ------- | ------------------ | --------- | --------- | --------- |
| Сергей Пономарёв | Мужчины, кейрин | DNF R   | 3                  | Не прошёл | Не прошёл | Не прошёл |

Омниум
| Спортсмен     | Дисциплина      | Скрэтч | Скрэтч | Темповая гонка | Темповая гонка | Гонка на выбывание | Гонка на выбывание | Гонка по очкам | Гонка по очкам | Итого очков | Место |
| Спортсмен     | Дисциплина      | Место  | Очки   | Место          | Очки           | Место              | Очки               | Место          | Очки           | Итого очков | Место |
| ------------- | --------------- | ------ | ------ | -------------- | -------------- | ------------------ | ------------------ | -------------- | -------------- | ----------- | ----- |
| Артём Захаров | Мужчины, омниум | 4      | 34     | 15             | 12             | 13                 | 16                 | 15             | 0              | 62          | 14    |

### Водное поло
| Команда                                    | Дисциплина | Групповой этап  | Групповой этап | Групповой этап | Групповой этап     | Групповой этап   | Групповой этап | Четвертьфинал | Полуфинал     | Финал / Матч за бронзу |
| Команда                                    | Дисциплина | Соперник Счёт   | Соперник Счёт  | Соперник Счёт  | Соперник Счёт      | Соперник Счёт    | Место          | Соперник Счёт | Соперник Счёт | Соперник Счёт          |
| ------------------------------------------ | ---------- | --------------- | -------------- | -------------- | ------------------ | ---------------- | -------------- | ------------- | ------------- | ---------------------- |
| Мужская сборная Казахстана по водному поло | Мужчины    | Хорватия · 7-23 | Сербия · 5-19  | Испания · 4-16 | Черногория · 12-19 | Австралия · 7-15 | 6              | Не прошли     | Не прошли     | Не прошли              |

### Гимнастика

#### Спортивная гимнастика
| Спортсмен    | Дисциплина         | Квалификация        | Квалификация | Квалификация | Квалификация   | Квалификация        | Квалификация | Квалификация | Квалификация | Финал               | Финал  | Финал  | Финал          | Финал               | Финал       | Финал  | Финал |
| Спортсмен    | Дисциплина         | Вольные выступления | Конь         | Кольца       | Опорный прыжок | Параллельные брусья | Перекладина  | Сумма        | Место        | Вольные выступления | Конь   | Кольца | Опорный прыжок | Параллельные брусья | Перекладина | Сумма  | Место |
| ------------ | ------------------ | ------------------- | ------------ | ------------ | -------------- | ------------------- | ------------ | ------------ | ------------ | ------------------- | ------ | ------ | -------------- | ------------------- | ----------- | ------ | ----- |
| Милад Карими | Личное многоборье  | 14.766 Q            | 11.900       | 13.300       | 14.433         | 13.400              | 14.766 Q     | 82.565       | 25 Q         | 15.033              | 13.266 | 12.866 | 14.066         | 13.966              | 13.333      | 82.530 | 14    |
| Милад Карими | Вольные упражнения | 14.766              | н/д          | н/д          | н/д            | н/д                 | н/д          | н/д          | 8 Q          | 14.133              | н/д    | н/д    | н/д            | н/д                 | н/д         | н/д    | 5     |
| Милад Карими | Перекладина        | н/д                 | н/д          | н/д          | н/д            | н/д                 | 14.766       | н/д          | 2 Q          | н/д                 | н/д    | н/д    | н/д            | н/д                 | 11.266      | н/д    | 8     |

#### Художественная гимнастика
| Спортсмен         | Соревнование      | Квалификация | Квалификация | Квалификация | Квалификация | Квалификация | Квалификация | Финал     | Финал     | Финал     | Финал     | Финал     | Финал     |
| Спортсмен         | Соревнование      |              |              |              |              | Всего        | Место        |           |           |           |           | Всего     | Место     |
| ----------------- | ----------------- | ------------ | ------------ | ------------ | ------------ | ------------ | ------------ | --------- | --------- | --------- | --------- | --------- | --------- |
| Алина Адильханова | Личное многоборье | 20.550       | 22.450       | 22.200       | 18.600       | 83.800       | 21           | Не прошла | Не прошла | Не прошла | Не прошла | Не прошла | Не прошла |

### Гребля на байдарках и каноэ

#### Гребной слалом
| Спортсмен          | Дисциплина                 | Отборочный | Отборочный | Отборочный | Отборочный | Отборочный     | Отборочный | Полуфинал | Полуфинал | Финал     | Финал     |
| Спортсмен          | Дисциплина                 | Попытка 1  | Место      | Попытка 2  | Место      | Лучшая попытка | Место      | Время     | Место     | Время     | Место     |
| ------------------ | -------------------------- | ---------- | ---------- | ---------- | ---------- | -------------- | ---------- | --------- | --------- | --------- | --------- |
| Александр Куликов  | Мужчины, каноэ-одиночки    | 109.95     | 13         | 107.43     | 14         | 107.43         | 15 Q       | 110.23    | 12        | Не прошёл | Не прошёл |
| Екатерина Смирнова | Женщины, байдарки-одиночки | 180.46     | 25         | 135.25     | 23         | 135.25         | 25         | Не прошла | Не прошла | Не прошла | Не прошла |

#### Гладкая вода
| Спортсмен                          | Дисциплина                        | Отборочный | Отборочный | Четвертьфинал | Четвертьфинал | Полуфинал | Полуфинал | Финал     | Финал     |
| Спортсмен                          | Дисциплина                        | Время      | Место      | Время         | Место         | Время     | Место     | Время     | Место     |
| ---------------------------------- | --------------------------------- | ---------- | ---------- | ------------- | ------------- | --------- | --------- | --------- | --------- |
| Сергей Емельянов                   | Мужчины, каноэ-одиночки, 1000 м   | 4:16.039   | 5 QF       | 4:21.734      | 4             | Не прошёл | Не прошёл | Не прошёл | Не прошёл |
| Сергей Емельянов Тимофей Емельянов | Мужчины, каноэ-двойки, 1000 м     | 3:49.079   | 4 Q        | 3:55.157      | 4 FB          | Bye       | Bye       | 3:32.873  | 12        |
| Наталья Сергеева                   | Женщины, байдарки-одиночки, 200 м | 46.657     | 6 Q        | 46.736        | 7             | Не прошла | Не прошла | Не прошла | Не прошла |
| Наталья Сергеева                   | Женщины, байдарки-одиночки, 500 м | 2:01.374   | 7 Q        | 1:55.776      | 6             | Не прошла | Не прошла | Не прошла | Не прошла |
| Маргарита Торлопова                | Женщины, каноэ-одиночки, 200 м    | 49.721     | 6Q         | 49.051        | 7             | Не прошла | Не прошла | Не прошла | Не прошла |
| Светлана Усова Маргарита Торлопова | Женщины, каноэ-двойки, 500 м      | 2:09.024   | 5 QF       | 2:06.179      | 4 FB          | Не прошла | Не прошла | 2:04.859  | 12        |

### Дзюдо
| Athlete              | Event             | 1/32 финала               | 1/16 финала                    | 1/8 финала                | Четвертьфинал                   | Полуфинал               | Финал / Матч за бронзу       | Финал / Матч за бронзу |
| Athlete              | Event             | Соперник Результат        | Соперник Результат             | Соперник Результат        | Соперник Результат              | Соперник Результат      | Соперник Результат           | Место                  |
| -------------------- | ----------------- | ------------------------- | ------------------------------ | ------------------------- | ------------------------------- | ----------------------- | ---------------------------- | ---------------------- |
| Елдос Сметов         | Мужчины, до 60 кг | н/д                       | Bye                            | Михрач Аккуш Турция W     | Ким Вон Джин Республика Корея W | Наохиса Такато Япония L | Торнике Чакадуа Нидерланды W | 3                      |
| Ерлан Серикжанов     | Мужчины, до 66 кг | н/д                       | Орхан Сафаров Азербайджан W    | Мануэль Ломбардо Италия L | Не прошёл                       | Не прошёл               | Не прошёл                    | Не прошёл              |
| Жансай Смагулов      | Мужчины, до 73 кг | Bye                       | Фердинанд Карапетян Армения W  | Артур Маржелидон Канада L | Не прошёл                       | Не прошёл               | Не прошёл                    | Не прошёл              |
| Дидар Хамза          | Мужчины, до 81 кг | Bye                       | Саид Моллаеи Монголия L        | Не прошёл                 | Не прошёл                       | Не прошёл               | Не прошёл                    | Не прошёл              |
| Ислам Бозбаев        | Мужчины, до 90 кг | Рафаэль Маседо Бразилия W | Мамедали Мехдиев Азербайджан L | Не прошёл                 | Не прошёл                       | Не прошёл               | Не прошёл                    | Не прошёл              |
| Отгонцэцэг Галбадрах | Женщины, до 48 кг | н/д                       | Ли Яньань Китай L 001—100      | Не прошла                 | Не прошла                       | Не прошла               | Не прошла                    | Не прошла              |

### Карате
| Спортсмен         | Дисциплина           | Групповой этап                 | Групповой этап                       | Групповой этап                    | Групповой этап                  | Групповой этап | Полуфинал                     | Финал              | Финал     |           |
| Спортсмен         | Дисциплина           | Соперник Результат             | Соперник Результат                   | Соперник Результат                | Соперник Результат              | Место          | Соперник Результат            | Соперник Результат | Место     |           |
| ----------------- | -------------------- | ------------------------------ | ------------------------------------ | --------------------------------- | ------------------------------- | -------------- | ----------------------------- | ------------------ | --------- | --------- |
| Дархан Асадилов   | Мужчины, до 67 кг    | Эрай Шамдан Турция W 6-2       | Фирдовси Фарзалиев Азербайджан W 6-2 | Наото Саго Япония W 3-0           | Али Эль-Сауи Египет W 3-1       | 1 Q            | Стивен Да Коста Франция L 2-5 | Не прошёл          | 3         |           |
| Нурканат Ажиканов | Мужчины, до 75 кг    | Цунэари Яхиро Австралия W 6-3  | Ноа Бич Германия L 3-3               | Луиджи Буса Италия W 2-0          | Рафаэль Агаев Азербайджан L 2-3 | 4              | Не прошёл                     | Не прошёл          | Не прошёл |           |
| Данияр Юлдашев    | Мужчины, свыше 75 кг | Рютаро Арага Япония L 2-4      | Угур Акташ Турция L 3-11             | Джонатан Хорне Германия Withdrawn | Гогита Арканиа Грузия L 1-3     | 4              | Не прошёл                     | Не прошёл          | Не прошёл | Не прошёл |
| Молдир Жанбырбай  | Женщина, до 55 кг    | Радва Сайед Египет W 7-2       | Беттина Планк Австрия L 3-4          | Анжелика Терлюга Украина D 4-4    | Михо Мияхара Япония L 2-11      | 4              | Не прошла                     | Не прошла          | Не прошла |           |
| Софья Берульцева  | Женщины, свыше 61 кг | Мельтем Ходжаоглу Турция D 5-5 | Сильвия Семераро Италия W 5-1        | Ирина Зарецкая Азербайджан W 5-4  | Аюми Уэкуса Япония L 1-5        | 2 Q            | Ферьял Абделазиз Египет L 4-5 | Не прошла          | 3         |           |

### Лёгкая атлетика
| Спортсмен            | Дисциплина               | Квалификация | Квалификация | Полуфинал | Полуфинал | Финал     | Финал     |
| Спортсмен            | Дисциплина               | Результат    | Место        | Результат | Место     | Результат | Место     |
| -------------------- | ------------------------ | ------------ | ------------ | --------- | --------- | --------- | --------- |
| Михаил Литвин        | Мужчины, 400 м           | 47.15        | 7            | Не прошёл | Не прошёл | Не прошёл | Не прошёл |
| Георгий Шейко        | Мужчины, ходьба на 20 км | н/д          | н/д          | н/д       | н/д       | 1:28:38   | 39        |
| Ольга Сафронова      | Женщины, 200 м           | 23.64        | 6            | Не прошла | Не прошла | Не прошла | Не прошла |
| Жанна Мамажанова     | Женщины, марафон         | н/д          | н/д          | н/д       | н/д       | 2:37:42   | 46        |
| Айман Ратова         | Женщины, ходьба на 20 км | н/д          | н/д          | н/д       | н/д       | 1:40:02   | 42        |
| Ирина Эктова         | Женщины, тройной прыжок  | 12.90        | 31           | н/д       | н/д       | Не прошла | Не прошла |
| Мария Овчинникова    | Женщины, тройной прыжок  | 13.34        | 26           | н/д       | н/д       | Не прошла | Не прошла |
| Ольга Рыпакова       | Женщины, тройной прыжок  | 13.69        | 24           | н/д       | н/д       | Не прошла | Не прошла |
| Надежда Дубовицкая   | Женщины, прыжки в высоту | 1.86         | 28           | н/д       | н/д       | Не прошла | Не прошла |
| Кристина Овчинникова | Женщины, прыжки в высоту | 1.86         | 28           | н/д       | н/д       | Не прошла | Не прошла |

### Настольный теннис
| Спортсмен          | Дисциплина               | Отобор        | Раунд 1               | Раунд 2                    | Round 3                 | 1/8 финала    | Четвертьфинал | Полуфинал     | Финал / Матч за бронзу |
| Спортсмен          | Дисциплина               | Соперник Счёт | Соперник Счёт         | Соперник Счёт              | Соперник Счёт           | Соперник Счёт | Соперник Счёт | Соперник Счёт | Соперник Счёт          |
| ------------------ | ------------------------ | ------------- | --------------------- | -------------------------- | ----------------------- | ------------- | ------------- | ------------- | ---------------------- |
| Кирилл Герасименко | Мужской одиночный разряд | Bye           | Bye                   | Любомир Янчаржик Чехия 4-3 | Тимо Болль Германия 1-4 | Не прошёл     | Не прошёл     | Не прошёл     | Не прошёл              |
| Анастасия Лаврова  | Женский одиночный разряд | Bye           | Мария Сяо Испания 1-4 | Не прошла                  | Не прошла               | Не прошла     | Не прошла     | Не прошла     | Не прошла              |

### Современное пятиборье
| Спортсмен       | Дисциплина | Фехтование | Фехтование | Фехтование | Фехтование | Плавание | Плавание | Плавание | Верховая езда | Верховая езда | Верховая езда | Комбайн  | Комбайн | Комбайн | Сумма очков | Место |
| Спортсмен       | Дисциплина | Побед      | Бонус      | Место      | Очки       | Время    | Место    | Очки     | Время         | Место         | Очки          | Время    | Место   | Очки    | Сумма очков | Место |
| --------------- | ---------- | ---------- | ---------- | ---------- | ---------- | -------- | -------- | -------- | ------------- | ------------- | ------------- | -------- | ------- | ------- | ----------- | ----- |
| Павел Ильяшенко | Мужчины    | 15         | +1         | 28         | 191        | 2:06.99  | 31       | 297      | 89.64         | 28            | 270           | 12:10.28 | 35      | 570     | 1328        | 29    |
| Елена Потапенко | Женщины    | 20         | +2         | 6          | 222        | 2:13.99  | 14       | 283      | 84.19         | 16            | 289           | 12:52.37 | 21      | 528     | 1322        | 13    |

### Плавание
| Спортсмен        | Дисциплина               | Квалификация | Квалификация | Полуфинал | Полуфинал | Финал     | Финал     |
| Спортсмен        | Дисциплина               | Время        | Место        | Время     | Место     | Время     | Место     |
| ---------------- | ------------------------ | ------------ | ------------ | --------- | --------- | --------- | --------- |
| Дмитрий Баландин | Мужчины, 100 м, брасс    | 59.75        | 17           | Не прошёл | Не прошёл | Не прошёл | Не прошёл |
| Дмитрий Баландин | Мужчины, 200 м, брасс    | 2:08.99      | 7            | 2:09.22   | 11        | Не прошёл | Не прошёл |
| Диана Назарова   | Женщины, 100 м, на спине | 1:06.99      | 40           | Не прошла | Не прошла | Не прошла | Не прошла |

### Синхронное плавание
| Спортсмены                       | Дисциплина | Произвольная программа (квалификация) | Произвольная программа (квалификация) | Техническая программа | Техническая программа              | Техническая программа | Произвольная программа (финал) | Произвольная программа (финал)     | Произвольная программа (финал) |
| Спортсмены                       | Дисциплина | Очки                                  | Место                                 | Очки                  | Сумма (техническая + произвольная) | Место                 | Очки                           | Сумма (техническая + произвольная) | Место                          |
| -------------------------------- | ---------- | ------------------------------------- | ------------------------------------- | --------------------- | ---------------------------------- | --------------------- | ------------------------------ | ---------------------------------- | ------------------------------ |
| Александра Немич Екатерина Немич | Дуэты      | 83.8667                               | 17                                    | 83.2338               | 167.1005                           | 16                    | Не прошли                      | Не прошли                          | Не прошли                      |

### Спортивное скалолазание
| Спортмен        | Дисциплина                 | Квалификация        | Квалификация        | Квалификация | Квалификация | Квалификация         | Квалификация         | Квалификация         | Квалификация | Квалификация | Финал               | Финал               | Финал      | Финал      | Финал                | Финал                | Финал                | Финал     | Финал     |
| Спортмен        | Дисциплина                 | Лазание на скорость | Лазание на скорость | Боулдеринг   | Боулдеринг   | Лазание на трудность | Лазание на трудность | Лазание на трудность | Сумма        | Место        | Лазание на скорость | Лазание на скорость | Боулдеринг | Боулдеринг | Лазание на трудность | Лазание на трудность | Лазание на трудность | Сумма     | Место     |
| Спортмен        | Дисциплина                 | Результат           | Место               | Результат    | Место        | Зацеп                | Время                | Место                | Сумма        | Место        | Результат           | Место               | Результат  | Место      | Зацеп                | Время                | Место                | Сумма     | Место     |
| --------------- | -------------------------- | ------------------- | ------------------- | ------------ | ------------ | -------------------- | -------------------- | -------------------- | ------------ | ------------ | ------------------- | ------------------- | ---------- | ---------- | -------------------- | -------------------- | -------------------- | --------- | --------- |
| Ришат Хайбуллин | Мужчины, личное многоборье | 6.19                | 4                   | 0T1z 0 3     | 17           | 28+                  | 3:09                 | 13                   | 884.00       | 11           | Не прошёл           | Не прошёл           | Не прошёл  | Не прошёл  | Не прошёл            | Не прошёл            | Не прошёл            | Не прошёл | Не прошёл |

### Стрельба
| Спортмен      | Дисциплина                                | Квалификация | Квалификация | Финал     | Финал     |
| Спортмен      | Дисциплина                                | Очки         | Место        | Очки      | Место     |
| ------------- | ----------------------------------------- | ------------ | ------------ | --------- | --------- |
| Юрий Юрков    | Мужчины, пневматическая винтовка, 10 м    | 621.9        | 36           | Не прошёл | Не прошёл |
| Юрий Юрков    | Мужчины, винтовка из трёх положений, 50 м | 1172         | 14           | Не прошёл | Не прошёл |
| Зоя Кравченко | Женщины, скит                             | 113          | 22           | Не прошла | Не прошла |
| Асем Орынбай  | Женщины, скит                             | 111          | 26           | Не прошла | Не прошла |

### Стрельба из лука
| Спортсмен                                   | Дисциплина                         | Квалификация | Квалификация | 1/32 финала                       | 1/16 финала                | 1/8 финала                                          | Четвертьфинал | Полуфинал     | Финал         |
| Спортсмен                                   | Дисциплина                         | Счёт         | Место        | Соперник Счёт                     | Соперник Счёт              | Соперник Счёт                                       | Соперник Счёт | Соперник Счёт | Соперник Счёт |
| ------------------------------------------- | ---------------------------------- | ------------ | ------------ | --------------------------------- | -------------------------- | --------------------------------------------------- | ------------- | ------------- | ------------- |
| Ильфат Абдуллин                             | Мужчины, индивидуальное первенство | 657          | 27           | Джеймс Вудгейт Великобритания 7-3 | Стив Вайлер Нидерланды 6-4 | Ли Цзялунь Китай 5-6                                | Не прошёл     | Не прошёл     | Не прошёл     |
| Денис Ганькин                               | Мужчины, индивидуальное первенство | 669          | 9            | Юссоф Толба Египет 6-4            | Мауро Несполи Италия 2-6   | Не прошёл                                           | Не прошёл     | Не прошёл     | Не прошёл     |
| Санжар Мусаев                               | Мужчины, индивидуальное первенство | 647          | 52           | Ван Дапэн Китай 4-6               | Не прошёл                  | Не прошёл                                           | Не прошёл     | Не прошёл     | Не прошёл     |
| Ильфат Абдуллин Денис Ганькин Санжар Мусаев | Мужчины, командное первенство      | 1973         | 8            | н/д                               | н/д                        | Индия (Атану Дас, Правин Джадхав, Тарундип Рай) 2-6 | Не прошли     | Не прошли     | Не прошли     |

### Теннис
| Спортсмен                       | Дисциплина               | 1/32 финала                                     | 1/16 финала                                                    | 1/8 финала                                        | Четвертьфинал                      | Полуфинал                                   | Финал / Матч за бронзу                     | Финал / Матч за бронзу |
| Спортсмен                       | Дисциплина               | Соперник Счёт                                   | Соперник Счёт                                                  | Соперник Счёт                                     | Соперник Счёт                      | Соперник Счёт                               | Соперник Счёт                              | Место                  |
| ------------------------------- | ------------------------ | ----------------------------------------------- | -------------------------------------------------------------- | ------------------------------------------------- | ---------------------------------- | ------------------------------------------- | ------------------------------------------ | ---------------------- |
| Александр Бублик                | Мужской одиночный турнир | Даниил Медведев ОКР 4-6, 6-7(8-10)              | Не прошёл                                                      | Не прошёл                                         | Не прошёл                          | Не прошёл                                   | Не прошёл                                  | Не прошёл              |
| Михаил Кукушкин                 | Мужской одиночный турнир | Федерико Кориа Аргентина 7-6(7-4), 7-5          | Илья Ивашко Беларусь 7-6(7-4), 3-6, 3-6                        | Не прошёл                                         | Не прошёл                          | Не прошёл                                   | Не прошёл                                  | Не прошёл              |
| Александр Бублик Андрей Голубев | Мужской парный турнир    | н/д                                             | Жереми Шарди / Гаэль Монфис Франция 7-6(7-4), 6-7(3-7), [8-10] | Не прошли                                         | Не прошли                          | Не прошли                                   | Не прошли                                  | Не прошли              |
| Зарина Дияс                     | Женский одиночный турнир | Барбора Крейчикова Чехия 2-5, снялась           | Не прошла                                                      | Не прошла                                         | Не прошла                          | Не прошла                                   | Не прошла                                  | Не прошла              |
| Юлия Путинцева                  | Женский одиночный турнир | Надя Подорошка Аргентина 6-7(4-7), 3-1, снялась | Не прошла                                                      | Не прошла                                         | Не прошла                          | Не прошла                                   | Не прошла                                  | Не прошла              |
| Елена Рыбакина                  | Женский одиночный турнир | Саманта Стосур Австралия 6-4, 6-2               | Ребекка Петерсон Швеция 6-2, 6-3                               | Донна Векич Хорватия 7-6(7-3), 6-4                | Гарбинье Мугуруса Испания 7-5, 6-1 | Белинда Бенчич Швейцария 6-7(2-7), 6-4, 3-6 | Элина Свитолина Украина 6-1, 6-7(5-7), 4-6 | 4                      |
| Ярослава Шведова                | Женский одиночный турнир | Айла Томлянович Австралия 5-7, 2-3, снялась     | Не прошла                                                      | Не прошла                                         | Не прошла                          | Не прошла                                   | Не прошла                                  | Не прошла              |
| Ярослава Шведова Андрей Голубев | Смешанный парный турнир  | н/д                                             | н/д                                                            | Эна Сибахара / Бен Маклахлан Япония 3-6, 6-7(3-7) | Не прошли                          | Не прошли                                   | Не прошли                                  | Не прошли              |

### Тхэквондо
| Спортсмен      | Дисциплина           | 1/8 финала                       | Четвертьфинал                      | Полуфинал          | Утешительный       | Финал / Матч за бронзу |
| Спортсмен      | Дисциплина           | Соперник Результат               | Соперник Результат                 | Соперник Результат | Соперник Результат | Соперник Результат     |
| -------------- | -------------------- | -------------------------------- | ---------------------------------- | ------------------ | ------------------ | ---------------------- |
| Руслан Жапаров | Мужчины, свыше 80 кг | Александр Бахман Германия 11-7   | Ин Кёдон Республика Корея 2-10     | Не прошёл          | Не прошёл          | Не прошёл              |
| Жансель Дениз  | Женщины, свыше 67 кг | Светлана Осипова Узбекистан 10-9 | Бьянка Уолкден Великобритания 7-17 | Не прошла          | Не прошла          | Не прошла              |

### Тяжёлая атлетика
| Спортсмен        | Дисциплина        | Рывок     | Рывок | Толчок    | Толчок | Сумма | Место |
| Спортсмен        | Дисциплина        | Результат | Место | Результат | Место  | Сумма | Место |
| ---------------- | ----------------- | --------- | ----- | --------- | ------ | ----- | ----- |
| Игорь Сон        | Мужчины, до 61 кг | 131       | 4     | 163       | 3      | 294   | 3     |
| Зульфия Чиншанло | Женщины, до 55 кг | 90        | 5     | 123       | 3      | 213   | 3     |

### Фехтование
| Спортсмен       | Дисциплина     | 1/32 финала   | 1/16 финала                | 1/8 финала                 | Четвертьфинал | Полуфинал     | Финал / Матч за бронзу |
| Спортсмен       | Дисциплина     | Соперник Счёт | Соперник Счёт              | Соперник Счёт              | Соперник Счёт | Соперник Счёт | Соперник Счёт          |
| --------------- | -------------- | ------------- | -------------------------- | -------------------------- | ------------- | ------------- | ---------------------- |
| Руслан Курбанов | Мужчины, шпага | Bye           | Марко Фишера Италия W 15-7 | Масару Ямада Япония L 8-15 | Не прошёл     | Не прошёл     | Не прошёл              |